# Sexy koláčky a hlupák v nesnázích
Sexy koláčky a hlupák v nesnázích (v anglickém originále Sex, Pies and Idiot Scrapes) jsou 1. díl 20. řady (celkem 421.) amerického animovaného seriálu Simpsonovi. Scénář napsal Kevin Curran a díl režíroval Lance Kramer. V USA měl premiéru dne 28. září 2008 na stanici Fox Broadcasting Company a v Česku byl poprvé vysílán 6. září 2009 na stanici ČT2.

## Děj
Springfieldský průvod na Den svatého Patrika bez alkoholu je přerušen rvačkou mezi nacionalistickými Iry a unionistickými Severními Iry, které se účastní i Homer. Skupina hladových dětí ukradne Marge piknikový koš. Zachrání ji Patrick Farrelly, jenž dá dětem zelí a vrátí Marge košík. Ona mu z vděčnosti nabídne koláček a Patrick jí hned po jeho snědení nabídne práci ve svém pekařství. Homer je odveden do vězení, protože se podílel na vzpouře. Vzhledem k jeho kriminální minulosti je Homerova kauce stanovena neuvěřitelně vysoko a on je nucen sehnat si na pomoc ručitele jménem Lucky Jim. Lucky Jim souhlasí s tím, že zajistí Homerovo propuštění z vězení, pokud Homer nepropásne kauci. V opačném případě se bude muset vypořádat s lovcem odměn Wolfem, který Homera rychle inspiruje, aby se sám stal lovcem odměn. Homerova první mise spočívá v tom, že předstírá, že na rohu ulice prodává zločincům byty. Haďák se přiblíží k Homerovi, který se ho pokusí zneškodnit. Homer zažene Haďáka do kouta v uličce, kde Haďák vytáhne pistoli a vystřelí přímo na Homerovu hlavu. Ned Flanders jako zázrakem postaví před Homera neprůstřelné sklo, které střelu odrazí. Homer přesvědčí Neda, aby se k němu přidal a stala se z nich dvojice lovců odměn. 
V pekárně si Marge uvědomí, že ji Patrick zaměstnal v erotické pekárně, když vidí Patty a Selmu vybírat sugestivně tvarovaný dort. Marge se snaží dát výpověď, ale Patrick jí řekne, že na tom, co dělá, není nic špatného a že si v obchodě koupilo dorty mnoho jejích přátel. Patrick Marge oznámí, že má dar, a Marge souhlasí, že zůstane. Mezitím Homer a Ned úspěšně pronásledují několik únosců kaucí. Homer, který je nyní bohatší, rozmazluje svou rodinu dárky. Marge je na svou práci stejně pyšná. Toho večera Homer a Ned provedou sledovačku v naději, že dopadnou Tlustého Tonyho. Když se druhý den ráno objeví, Homer a Ned ho pronásledují po Springfieldu a nakonec ho chytí tak, že nabourají autem do vagonu metra. Ned, znechucený Homerovým nezákonným dopadením, dává rozzlobeně výpověď. Ned se snaží pozici lovce odměn opustit, ale souhlasí s tím, že bude Homera lovit poté, co mu Lucky Jim oznámí, že Homer přeskočil kauci, přičemž je příliš roztěkaný svou novou prací. Ned nejprve ještě odmítá, ale poté, co vidí další Jimovy „možnosti“ (řadu amorálních a sociopatických Lovců odměn), se Ned bojí o Homerovo dobro a rozhodne se Homera zatknout sám. 
Když Homer dorazí domů a najde Neda, jak na něj čeká, prohlásí, že Ned ho nikdy nevezme živého. Následuje dlouhá parkourová honička, která končí tím, že se oba ocitnou na trámu zavěšeném vysoko nad zemí. Homer naříká, že Neda miluje, ale Ned kontruje, že Homer nenávidí hlavně jeho. Homer se vysměje, že to bylo jen proto, že Ned si drží svou zášť. Homer skočí na další trám, ale Nedovi se na něm nepodaří přistát a chytí se okraje trámu. Prosí Homera o pomoc, což způsobí, že se Homerovi vybaví všechny dobré časy, které s Nedem prožili; Homer nakonec Nedovi pomůže, ale nakonec sám spadne přes okraj trámu. S výkřikem skončí s Nedem v kaluži mokrého cementu, který bohužel ztuhne dřív, než se dostanou ven. Přijíždí náčelník Wiggum, aby Homera zavřel, ale ve vězení je Homer odsouzen ke krátkému pobytu. Poslední noc trestu, zatímco Levák Bob utíká ze springfieldské věznice, dostane Homer od Marge dort, který mu má „pomoci překonat trest“. Otevře ho a najde obyčejný dort s růžovo-bílou polevou, na kterém je jednoduše napsáno „Lásce mého života“.

## Kulturní odkazy
Název epizody je narážkou na režijní debut Stevena Soderbergha Sex, lži a video z roku 1989. Robert Forster v epizodě hostuje jako ručitel kaucí Lucky Jim, což je stejná práce, jakou jeho postava zastávala ve filmu Jackie Brownová z roku 1997. Lovec Wolf je parodií na Duana „Doga“ Chapmana, hvězdu seriálu Dog the Bounty Hunter, zatímco jeden z lovců odměn, kteří se postaví do fronty na pronásledování Homera, než Ned práci přijme, je postava Rose McGowan Cherry Darling z filmu Roberta Rodrigueze Planeta Teror z roku 2007. V úvodní rvačce na Den svatého Patrika se objeví postavy z marvelovských komiksů Ben Grimm a Hulk, zatímco Bart předtím poznamená, že mu chybí IRA, což je narážka na ukončení jejich ozbrojeného tažení v roce 2005. Když Homer vzpomíná na dobré časy, které s Nedem zažil, v jednom klipu se oba utkají v bojové scéně ve stylu Batmana. Gaučový gag v epizodě paroduje film Star Wars: Epizoda V – Impérium vrací úder, když se objeví Boba Fett a odnese rodinu zmraženou v karbonitu, jako to udělal Hanu Solovi. Když Homer a Ned uvíznou v mokrém betonu, Ned mluví s Homerem o Bibli, což odkazuje na scénu z Čekání na Godota. 
Epizoda obsahuje několik hudebních odkazů. Homerova a Nedova píseň „Kindly Deeds Done For Free“ je parodií na „Dirty Deeds Done Dirt Cheap“ od AC/DC. Líza zpívá „Too Ra Loo Ra Loo Ral“, aby uklidnila bojující Iry, a píseň Eddyho Granta „Electric Avenue“ doprovází montáž Homera a Neda při lovu zločinců.

## Přijetí
Epizoda byla původně vysílána na stanici Fox ve Spojených státech 28. září 2008 od 20.00 do 20.30. Sledovalo ji 9,3 milionu diváků, čímž se stala nejsledovanějším kresleným seriálem stanice Fox toho večera, a porazila tak díl Griffinových, který byl s 9,2 milionu diváků druhý. V té době se jednalo o rekordně nejhůře hodnocenou premiérovou epizodu Simpsonových, kterou překonal premiérový díl 21. řady SuperHomer, jejž vidělo 8,31 milionu diváků.
Robert Canning z IGN díl označil za „zábavný, i když standardní začátek 20. řady“, a nakonec mu udělil konečné hodnocení 7,2 z 10. Joel Brown z MeeVee dal epizodě známku B−. Justin Gagnon z The Daily Collegian označil epizodu za „hodnotnou podívanou pro velké fanoušky i příležitostné diváky a dokazuje, že i po 20 řadách dokáže seriál rozdávat svěží smích“. Server Screen Rant díl označil za nejlepší epizodu 20. řady.
Dne 17. března 2009 (na Den svatého Patrika) byla epizoda vysílána společně se 14. epizodou 20. řady Ve jménu dědy na Sky One. Ve jménu dědy byla první epizoda Simpsonových, která měla premiéru v Evropě dříve než ve Spojených státech.
Patrick D. Gaertner ze serveru Puzzled Pagan napsal: „Tento díl je opravdu hloupý, ale docela dobře jsem se u něj bavil. Je to vlastně docela solidní úvodní díl řady, protože se nespoléhal na nic příliš velkého a extrémního, kromě nápadu, že Homer a Ned jsou lovci odměn, a prostě poskytl solidní epizodu. Celá zápletka s erotickým dortem byla trochu nedotažená a možná mohla být natažená tak, aby byla áčkovou zápletkou v jiném příběhu, ale to nevadí, protože hlavní zápletka s Homerem a Nedem je skvělá.“.

### Kontroverze
Epizoda vyvolala kontroverzi v Severním Irsku kvůli rvačce, ke které došlo v úvodu epizody. Ve rvačce mezi Iry a Severními Iry zazněla Bartova hláška: „Kde je IRA, když ji potřebujete?“. Gregory Campbell, severoirský poslanec za Východní Londonderry v Severním Irsku, řekl: „Simpsonovi jsou humorný kreslený seriál, ale kontext použití takové hlášky o organizaci, která způsobila tolik mrtvých, povede k tomu, že lidé budou mít velmi smíšené názory, někteří lidé to mohou brát jako odlehčenou narážku, zatímco jiní, kteří byli postiženi skutečným násilím IRA a stále trpí tímto dědictvím, ne.“.